# Centrale syndicale des travailleurs martiniquais
La Centrale syndicale des travailleurs martiniquais (CSTM) est un syndicat martiniquais fondé dans les années 1970, proche des indépendantistes du Mouvement indépendantiste martiniquais. Son premier secrétaire général fut Marc Pulvar.

## Historique
Il s'agit d'abord d'une évolution de l'UD-Force Ouvrière de la Martinique qui se radicalise peu à peu au début des années 70. Puis elle se sépare de la centrale en 1974, après le mouvement de février 1974 et le drame de Chalvet et après la grève de 1973 du journal France-Antilles en Martinique pour former la CSTM, seule une minorité reste affiliée à FO.